# Klimaszewskia dracocephali
Klimaszewskia dracocephali är en insektsart. Klimaszewskia dracocephali ingår i släktet Klimaszewskia och familjen långrörsbladlöss. Inga underarter finns listade i Catalogue of Life.